# Pundur
Pundur és una comarca d'Himachal Pradesh a les muntanyes Simla. El 1881 tenia una població estimada de tres mil persones i modernament estaria sobre els 20.000 habitants. Pertanyia a l'estat de Jubbal, però fou ocupada pels gurkhes al començament del segle xix. Reconquerit el territori pels britànics el 1814, el 1815 fou cedida a l'estat de Keonthal.